# 上野晃 (首長)
上野 晃（うえの あきら、1934年12月20日 - ）は、日本の政治家。元北海道登別市長（5期）。

## 来歴
北海道小樽市出身。北海道小樽潮陵高等学校を経て、1957年北海道大学農学部卒業。1957年北海道庁に入庁。根室支庁産業課に勤務。1980年同庁後志支庁経済部長。1983年同庁農務部農政課長。その後、同庁胆振支庁長。
1988年7月21日、登別市長の中浜元三郎が、市役所で発生した汚職事件の責任をとるとして辞職。これに伴って8月28日に行われた登別市長選挙に選に立候補し初当選した。以後連続5期。
北海道市長会副会長や北海道市長会会長を歴任。2008年市の医療費助成事業で、市が委任払いした高額療養費約4500万円が回収困難となっている問題について、責任を取ること等を理由に引退した。なお、市長退任後においても同問題の責任を取るとしている。

## エピソード
北海道庁では、農政畑を渡り歩き、農業経済学を実践。農業政策のエキスパート。また、同じ大学の同じ学部出身の林芳男の後輩にあたる。